# Ji Woo
Ji Woo, pseudonimo di Choi Ji-woo (최지우?, 崔至祐?, Choe JiuLR, Ch'oe ChiuMR; Jeonju, 25 novembre 1997), è un'attrice sudcoreana.
Ha esordito nel 2010 nella pellicola Icheung-ui akdang ed è salita alla ribalta interpretando Eun-chae nella seconda stagione di Hello, My Twenties! nel 2017.

## Filmografia

### Cinema
- Icheung-ui akdang (이층의 악당?), regia di Son Jae-gon (2010)
- Gajok cinema (가족시네마?), regia di Shin Su-won, Hong Ji-young, Lee Soo-yeon e Kim Sung-ho (2012)
- Seor-in (설인?), regia di Samuel Lee (2013)
- Jeonseor-ui jumeok (전설의 주먹?), regia di Kang Woo-seok (2013)
- Cart (카트?), regia di Bu Ji-young (2014)
- Nunbal (눈발?), regia di Cho Jae-min (2016)
- Wanbyeokhan ta-in (완벽한 타인?), regia di J.Q. Lee (2018)

### Televisione
- Hobakkkot sunjeong (호박꽃 순정?) – serial TV (2010) – cameo
- Jangmi-ui jeonjaeng (장미의 전쟁?) – serial TV (2011)
- Ilmar-ui sunjeong (일말의 순정?) – serie TV (2013)
- Gamgyeok sidae: Tusin-ui tansaeng (감격시대: 투신의 탄생?) – serie TV (2014)
- Neohuideur-eun po-widwaetda (너희들은 포위됐다?) – serie TV (2014)
- Segajisaek fantasy (세가지색 판타지?) – serie TV (2017)
- Uju-ui byeor-i (우주의 별이?) – serie TV (2017)
- Hello, My Twenties! (청춘시대?) – serie TV (2017)
- Daebak budong san (대박부동산?) – serie TV (2021) – cameo
- Primo soccorso (소방서 옆 경찰서?) – serie TV (2022-2023)
- La creatura di Gyeongseong (경성크리처?) – serie TV (2023)
- Hwansang yeon-ga (환상연가?) – serie TV (2024)

## Riconoscimenti
- SBS Drama Award
  - 2022 – Candidatura Miglior attrice di supporto in una miniserie/in un fantasy per Primo soccorso[3]